# Глизе 674
Глизе 674 (Gliese 674 или GJ 674) — одиночная звезда в созвездии Жертвенника. Находится на расстоянии около 15 световых лет от Солнца. Вокруг звезды обращается, как минимум, одна планета.

## Характеристики
Звезда представляет собой тусклый красный карлик, её нельзя различить невооружённым глазом. Масса звезды эквивалентна 0,35—0,36 массы Солнца и 41—43 % его диаметра. Её возраст оценивается приблизительно в 550 миллионов лет — очень молодой по астрономическим меркам. Глизе 674 совершает полный оборот вокруг своей оси за 34,8 суток.

## Планетная система
7 января 2007 года астрономы, используя спектрограф HARPS, обнаружили планету Глизе 674 b. Она значительно легче Юпитера (около 3 % его массы) и обращается с большой скоростью очень близко к родительской звезде — на расстоянии порядка 0,039 а. е. Является одной из ближайшей к Солнцу подтверждённой экзопланетой.
| Планета | Масса (MJ) | Радиус (RJ) | Период обращения (дней) | Большая полуось орбиты(а.е.) | Эксцентриситет орбиты |
| ------- | ---------- | ----------- | ----------------------- | ---------------------------- | --------------------- |
| b       | >0,037     | 1,44        | 4,6938 ± 0,007          | 0,039                        | 0,2 ± 0,02            |

## Ближайшее окружение звезды
Следующие звёздные системы находятся на расстоянии в пределах 10 световых лет от системы Глизе 674:
| Звезда           | Спектральный класс          | Расстояние, св. лет |
| CD-44 11909      | M3,5-5 V                    | 1,8                 |
| HIP 82725        | ?                           | 4,5                 |
| L 205-128        | M3,5-5 V                    | 5,2                 |
| L 347-14         | M4,5 V                      | 6,7                 |
| CD-32 13297      | M2 V                        | 7,0                 |
| 36 Змееносца ABC | K0-1 Ve / K1-5 Ve / K5-6 Ve | 7,6                 |
| Росс 154         | M3,5 Ve                     | 7,7                 |
| CD-40 9712       | M0-3 V                      | 7,8                 |
| Глизе 667 ABC    | K3-4 V / K5 V / M2,5 V      | 8,8                 |
| BD-12 4523 AB    | M3 V / ?                    | 9,0                 |
| CD-25 10553 AB   | M3 V / M3 V                 | 9,3                 |
| HIP 72509        | M V                         | 9,5                 |
| δ Павлина        | G5-8 V-IV                   | 9,9                 |
| ε Индейца        | K3-5 Ve                     | 9,9                 |